# Michael Pienaar
Michael Pienaar (10 de janeiro de 1978) é um ex-futebolista namibiano que atuava como defensor.

## Carreira
Michael Pienaar representou o elenco da Seleção Namibiana de Futebol no Campeonato Africano das Nações de 2008.